# Jumellea dendrobioides
Jumellea dendrobioides är en orkidéart som beskrevs av Rudolf Schlechter. Jumellea dendrobioides ingår i släktet Jumellea och familjen orkidéer. Inga underarter finns listade i Catalogue of Life.